# Justin McCarthy
Justin Jeremiah McCarthy (25. ledna 1899 – 8. dubna 1976, Centerville, Massachusetts) byl americký reprezentační hokejový útočník.
S reprezentací USA získal jednu stříbrnou olympijskou medaili (1924).

## Úspěchy
- Stříbro na Letních olympijských hrách – 1924